# The Lookouts
The Lookouts était un groupe de punk rock de 1985 à 1990 à Laytonville, Californie. Le groupe était composé de  Lawrence Livermore (mieux connu sous le nom de Larry Livermore) à la guitare et au chant, de Kain Kong à la basse et au chant, et de Tre Cool à la batterie et également au chant. Après la séparation des Lookouts en 1990, Tre Cool est devenu batteur de Green Day. The Lookouts a enregistré deux LP (One Planet One People et Spy Rock Road) et deux EP (Mendocino Homeland et IV), tous deux chez Lookout! Records.